# 루베우스 해그리드
루베우스 해그리드(Rubeus Hagrid 루비어스 해그리드[*])는 《해리 포터》 시리즈의 등장인물이다. 호그와트의 사냥터지기이자, 신비한 동물 돌보기 과목의 교수이다. 영화에서는 스코틀랜드 배우 로비 콜트레인이 루베우스 해그리드 역을 맡았다.

## 소개
어머니가 거인인 혼혈로, 보통 사람에 비해 덩치가 5배 정도 크고 키도 두 배 정도 된다. 동물들과 마법 생물들을 좋아하는 그는 특히 희귀하고 위험한 동물들에 특히 관심이 많다. 반려견 팽을 기르고 있으며, 세스트랄, 용 등 다양한 동물들을 키웠다. 호그와트에 재학하던 시절 톰 리들의 거짓말로 누명을 써 퇴학당했다. 하지만 덤블도어는 해그리드가 그런 것이 아니라고 믿어 호그와트의 사냥터지기로 남겨두었다. 또한 해리 포터가 호그와트로 올수있게 도와줬다.